# Vena posterior del ventrículo izquierdo
La vena posterior del ventrículo izquierdo se extiende sobre la superficie diafragmática del ventrículo izquierdo hasta el seno coronario, pero puede terminar en la vena cardíaca magna.